# Barbara Rot
Barbara Rot (rojena Demšar), slovenska arhitektka, * 1944, Rakek pri Logatcu, † 2022
Obuskovala je Gimnazijo v Postojni in Fakulteto za arhitekturo v Ljubljani, kjer je diplomirala leta 1970 pri prof. Edvardu Ravnikarju.

## Zasebno
Tudi njen mož Božidar Rot je bil arhitekt. Imela sta dva otroka.

## Nagrade in priznanja
- 1982:nagrada Prešernovega sklada »za stavbo osnovne šole Jožeta Mihevca v Idriji«. (prejela skupaj z možem)[3]
- 1996: Plečnikova medalja za prenovo Ljubljanskih tržnic (kot del ekipe)[2]
- 1996: Steletovo priznanje za prenovo tržnice arhitekta Jožeta Plečnika (kot del ekipe)[4]